# Pesčanokopskij rajon
Il Pesčanokopskij rajon (in russo Песчанокопский район?) è un rajon dell'Oblast' di Rostov, nella Russia europea. Istituito nel 1935, il capoluogo è Pesčanokopskoe.